# لشکر ۸۰ پیاده (ایالات متحده آمریکا)
لشکر ۸۰ پیاده (انگلیسی: 80th Division) لشکر پیاده‌نظام نیروی زمینی ایالات متحده آمریکا است، که در سال ۱۹۱۷ تأسیس شد. ستاد فرماندهی لشکر ۸۰ پیاده در شهر ریچموند، ویرجینیا قرار دارد.
لشکر ۸۰ پیاده یکی از تشکیلات ذخیره نیروی زمینی ایالات متحده آمریکا است.
این واحد ابتدا در اوت ۱۹۱۷ سازماندهی شد و در سپتامبر بعد در طول جنگ جهانی اول تحت عنوان لشکر ۸۰ فعال شد. در طول جنگ جهانی دوم، این لشکر در ۱ اوت ۱۹۴۲ به عنوان لشکر ۸۰ پیاده تغییر نام داد. این لشکر که با نام مستعار "لشکر بلو ریج" شناخته می‌شد، در ابتدا از سربازان وظیفه از ایالت‌های میانه اقیانوس اطلس مریلند، پنسیلوانیا، ویرجینیا و ویرجینیای غربی تشکیل شده بود. این لشکر از دسامبر ۱۹۴۶ تا مه ۱۹۵۲ به عنوان لشکر ۸۰ هوابرد تغییر نام داد. در مه ۱۹۵۲ و مارس ۱۹۵۹، این واحد به عنوان یک لشکر پیاده‌نظام ذخیره و سپس یک لشکر آموزشی ذخیره تغییر نام داد. در سال ۱۹۹۴، به این واحد عنوان لشکر ۸۰ (آموزش نهادی) اعطا شد. در ۱ اکتبر ۲۰۰۸، این واحد دستخوش تحول بزرگی شد و اکنون تحت عنوان فرماندهی ۸۰ آموزشی فعالیت می‌کند.